# Beith
Beith es una localidad situada en el concejo de North Ayrshire, en Escocia (Reino Unido), con una población estimada a mediados de 2016 de 6040 habitantes.
Se encuentra ubicada al oeste de Escocia, cerca de la costa del fiordo de Clyde (canal del Norte) y al suroeste de la ciudad de Glasgow.